# کلیفتن ویلیامز
کلیفتن ویلیامز (به انگلیسی: Clifton Curtis 'C.C.' Williams) فضانورد اهل ایالات متحده آمریکا است که در ۲۶ سپتامبر ۱۹۳۲ میلادی در موبیل، آلاباما زاده شد.